# Provincia General Carrera
La provincia General Carrera è una provincia della regione di Aysén nel Cile centrale. Il capoluogo è la città di Chile Chico.
Al censimento del 2002 possedeva una popolazione di 6.921 abitanti.

## Geografia antropica

### Suddivisioni amministrative
La provincia è divisa in 2 comuni:
- Río Ibáñez
- Chile Chico